# Memnun Hadžić
Memnun Hadžić (* 20. Januar 1981 in Sarajevo) ist ein bosnischer Profiboxer im Schwergewicht.

## Karriere
Hadžić wurde bei den Amateuren mehrfacher Bosnischer Meister, erreichte den 5. Platz bei den Mittelmeerspielen 2005 und gewann eine Bronzemedaille bei den Europameisterschaften 2008. Es war dabei die erste Medaille eines bosnischen Boxers bei einer Elite-EM. Trainiert wurde er von Almedin Fetahović.
Im Dezember 2009 gab er in Sarajevo sein Profidebüt und besiegte dabei den Serben Sejfula Beriša nach Punkten.